# 鸑鷟
鸑鷟是中国文化古代的神奇生物。古书记载，鸑鷟是赤目大鸟，外形类似于“凫”。

## 名称含义
一般认为，鸑鷟是凤凰的别称或认为是凤的一种，古书中有时会直接用鸑鷟指代凤，如“鸑鷟鸣岐”即等同于“凤鸣岐山”。但也有看法认为鸑鷟应为鸀鳿的别称。

## 象征及文学形象
鸑鷟象征着较为坚贞不群的品质。据说鸑鷟是恩爱的生物，配偶去世后会为之哭泣至死。
古时，由于鸑鷟多被认为是为一种瑞鸟，故常见于在许多古籍或诗词中，有时也会出现于小说中。“鸑”“鷟”二字有时也会被分开使用，但仍表示凤属神鸟，如“凤鷟”“鸾鷟”“鹓鸑”，仍多象征明臣贤士。
鸑鷟作为一般水鸟的意义，有时也会出现于古代诗词中。

## 文学作品
关于鸑鷟的文学作品，有榕树下作者涂山女所写短篇诗歌集《涂山女歌·流华赋·鸑鷟赋》，其赋文采华丽优美，意境优雅，内容丰满，辞藻锦华。